# ヘモバナジン
ヘモバナジン（hemovanadin）は、ホヤの血液中に含まれる淡緑色の色素である。
2015年現在、バナジウムを含有するタンパク質は、ニトロゲナーゼやブロモペルオキシダーゼ、そして、このヘモバナジンのように数えるほどしか知られていない。なお、1950年代から1970年代にかけては、ヘモバナジンこそがバナジウムを含有する唯一のタンパク質であると言われたこともあった。420nm付近に微弱な吸収を持ち、pHにより色調が変化する。
1911年、ドイツの生理化学者 Martin Henze によって、ナポリ湾に生息するホヤの血球から発見された。血球細胞を中心に高濃度で含まれることから、ヘモグロビン、ヘモシアニンに次ぐ新たな呼吸色素と考えられ、1950年代に研究が進められたが、これらの色素とは異なり酸素運搬は行っていないとされた。さらにその後、ホヤから抽出・分析する過程で変質したもので、本来の生体物質では無かったのではないかと見られるようになった。現在では、バナジウム自体を高濃縮する役割を担う、バナジウム結合タンパク質（Vanabins）の研究が進められている。